# Велибор Ђурић
Велибор Ђурић (Власеница, 5. мај 1982) српски и босанскохерцеговачки је фудбалер и тренер. Играо је на позицији везног играча, а тренутно је тренер Радника из Бијељине.

## Каријера

### Клуб
На почетку фудбалске каријере, Ђурић је играо у млађим категоријама Славије из Источног Сарајева. Потом је дебитовао у сениорској конкуренцији за Пролетер из Зрењанина, да би од 2004. године прешао у Гласинац Соколац. У лето 2005. прешао је у мостарски Зрињски. Са Зрињским је освојио титулу у Премијер лиги БиХ 2008/09. и Куп Босне и Херцеговине у сезони 2007/08.
Ђурићев уговор са Зрињским истекао је 30. јуна 2009. и потом је потписао трогодишњи уговор са пољским клубом са Виђевом из Лођа. Остао је у клубу до 16. јула 2011. године. За време док је играо у Лођу, освојио је Прву лигу у сезони 2009–10, други ранг фудбалског такмичења у Пољској.
Након Лођа, Ђурић је играо и за Олимпик Сарајево, потом још једном за Зрињски Мостар (са Зрињским је поново освојио Премијер лигу БиХ 2013/14) и за фудбалски клуб Витез.
Дана 17. јуна 2016. године, Ђурић је потписао двогодишњи уговор са Радником из Бијељине. За време док је био у Раднику, постао је и капитен клуба. У јуну 2018. године продужио је уговор са Радником. У дресу Радника је освајао Куп Републике Српске у три наврата  2016/17, 2017/18 и 2018/19. Постигао је хет-трик 24. августа 2019. у победи Радника са 3:0 у домаћој лиги против Младости Добоја Какањ.
Ђурић је постигао још један хет-трик за Радник, овога пута у победи своје екипе од 0:4 у гостима опет против Младости Добој Какањ 23. новембра 2019. године.

### Репрезентација
Ђурић је одиграо једну утакмицу за сениорску репрезентацију Босне и Херцеговине. Наступио је 1. јуна 2009. године, на пријатељској утакмици против Узбекистана.

### Тренерски посао
Велибор Ђурић се пензионисао 2021. и у октобру исте године на клупи Радник Бијељина наслиједио Влада Јагодића. Ђурићу је то први озбиљан ангажман у тренерској каријери.

## Трофеји

### Клуб
Зрињски Мостар
- Премијер лига Босне и Херцеговине: 2008/09, 2013/14.
- Куп Босне и Херцеговине: 2007/08.

Виђев Лођ
- Прва лига: 2009/10.

Радник Бијељина
- Куп Републике Српске: 2016/17, 2017/18, 2018/19.